# Tam de Villiers
Tam de Villiers (* 16. September 1979 in England) ist ein britischer, in Frankreich lebender Musiker (Gitarre, Komposition) des Modern Jazz.

## Leben und Wirken
Tam de Villiers, der aus dem ursprünglich französischen Adelsgeschlecht Villiers stammt, wurde in England geboren und verbrachte seine Kindheit in Südafrika, England und dann hauptsächlich in Schottland. Im Alter von vier Jahren beschäftigte er sich mit Musik, spielte Geige und einige Jahre später Klavier. Im Alter von 15 Jahren begann er Gitarre zu lernen und nahm zunächst Unterricht beim schottischen Saxophonisten Tommy Smith. Anschließend studierte er am Leeds College of Music, an dem er 2001 seinen Master-Abschluss machte, und wurde sofort eingestellt, um im selben Kurs am College zu unterrichten und Workshops zu geben. Während dieser Zeit tourte er auch mit seinen eigenen Gruppen und sammelte weitere Erfahrungen, als er in Tommy Smiths Big Bands für Erwachsene und Jugendliche spielte.
2003 zog de Villiers nach Paris, um in der französischen Musikszene zu arbeiten. Seitdem spielte er mit Musikern wie Marc Ducret, Stéphane Payen und Fabrizio Cassol, die sein Spiel und seine Kompositionen beeinflussten. 2007 nahm er sein Debütalbum Alba Lux (mit David Prez, Bruno Schorp, Karl Jannuska) auf, gefolgt von Motion Unfolding (Double Moon). 2015 legte er das Album Panacea vor. Aufnahmen entstanden weiterhin mit Guillaume Barraud, Isabelle Olivier, Pierre de Trégomain und der Formation Ozma um Stéphane Scharlé und Édouard Séro-Guillaume.

## Diskographische Hinweise
- Panacea (Whirlwind Recordings 2015, mit David Prez, Karl Jannuska sowie Gábor Winand)[3]
- Ozma: Hyperlapse (Berthold 2019, mit Guillaume Muss, Julien Soro, Édouard Séro-Guillaume, Stéphane Scharlé)